# فيصل يحيى
فيصل يحيى(ولد في 31 أكتوبر 1993 ) لاعب كرة قدم سعودي و يلعب في الدفاع.
مثل نادي الشباب في الفئات السنية و لعب بعدها مع نادي الشرق و إنتقل إلى نادي الدرعية عام 2017 .